# 沪深动车组列车
- 關於主要沿京港高速铁路行驶，同时在日间和夜间运行的高速动车组列车，請見「沪深高速动车组列车」。
- 關於同样于相同区间行驶，但设有卧铺的列车，請見「沪粤卧铺动车组列车」。

沪深动车组列车是中国铁路的一条列车运营路线，往来直辖市、最大城市上海市及经济特区广东省深圳市，于2013年12月28日起开行，现由上海局集团上海客运段、杭州客运段担当客运任务。目前共开行3对，沿沪昆高速铁路、杭深铁路运行，全程1,609公里，途径上海、浙江、福建、广东三省一市。另有過路列車亦行走上海虹桥站及深圳北站之間，並經滬寧城際鐵路或滬蘇通鐵路等延伸至江蘇省。

## 历史
2013年12月28日，随着厦深铁路的开通，代表首条东南沿海高铁线路杭深铁路全线贯通，上海与深圳间首次开行动车组列车。起初共开行4对列车，全程运行时间均为12小时左右，较原先上海至深圳间最快的T211/212次列车运行时间缩短超过6个小时。该动车组的开行也实现珠三角、海西和长三角东南沿海三大经济圈的快速铁路全贯通。
2019年7月10日起，因应全国铁路调图，新增一对上海往来深圳的动车组列车，车次为D377/378次，使用新头型和谐号CRH1E型电力动车组，与D905/906次使用同一交路。
2021年1月20日起，因应全国铁路调图，D2284/2285次、D2283/2286次2对列車延長至南通站始發終到，車次更改為D2286/2283 D2284/2285次和D2292/2289 D2290/2291次。
2025年1月5日，因应全国铁路首季调图，为缓解虹桥站压力，上海南站升级改造完成，D377次、D2287次、D3107/3108次列车改为上海南站始发终到；同时原深圳北—南通D2284/2285次列车调整至上海南站终到，车次改為D378次。而所有车次全部由上海南动车运用所CRH2A型担任。

## 列车编组

### CRH2A型电力动车组
截至2025年1月，所有沪深动车组列车使用配属上海局集团上海动车段上海南动车运用所的重联和谐号CRH2A型电力动车组运行。
| 车厢编号 | 1-4/9-12    | 5/13              | 6/14        | 7/15        | 8/16        |
| 车型     | ZE 二等座车 | ZE 二等座车／餐车 | ZE 二等座车 | ZY 一等座车 | ZE 二等座车 |

## 票价
- 上海虹桥⇔深圳北：¥962-1007（一等座）、¥601-630（二等座）
- 杭州東⇔深圳北：¥868-913（一等座）、¥542-571（二等座）
- 杭州南⇔深圳北：¥858-903（一等座）、¥536-565（二等座）